# Otani-ha

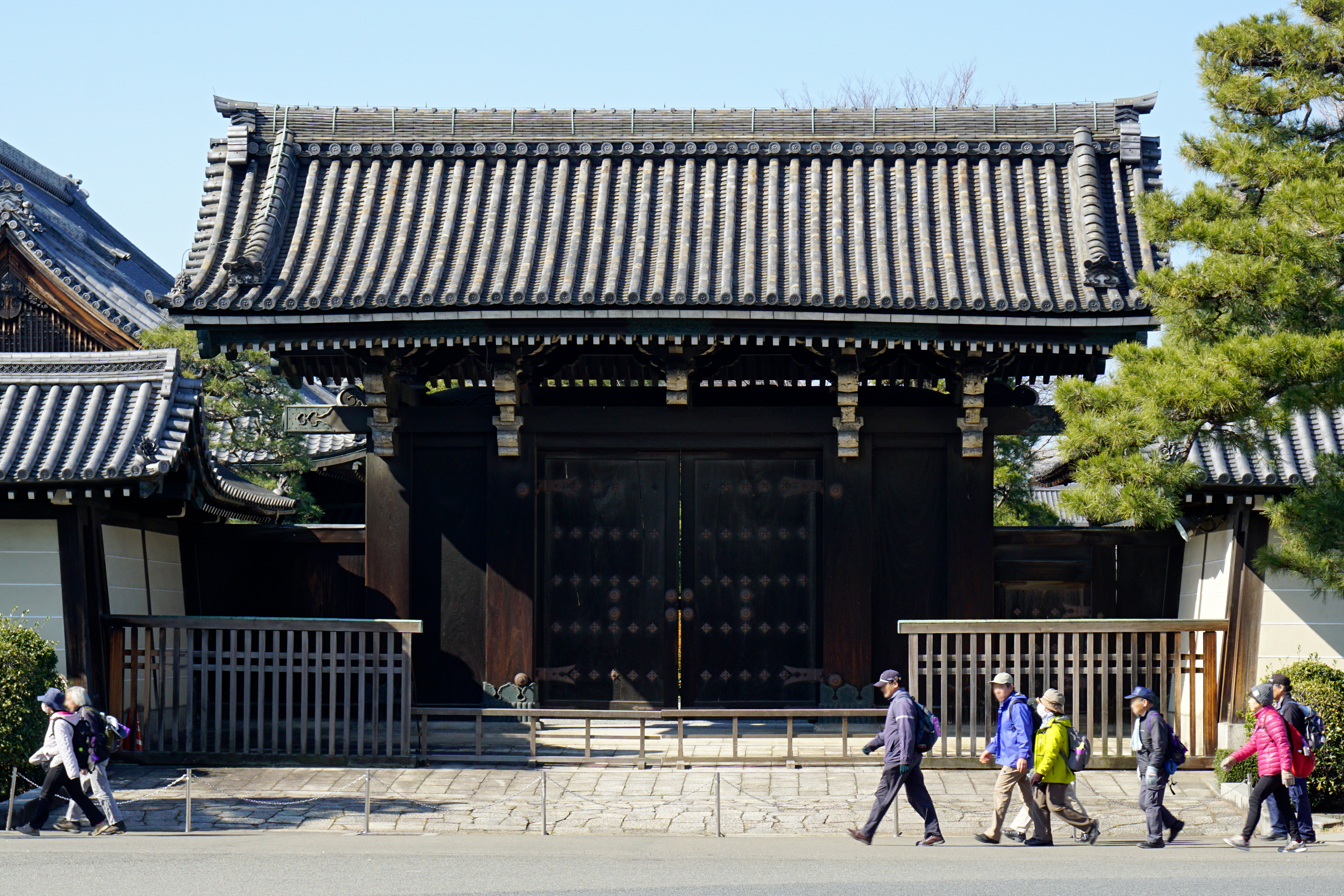
Photographie du Higashi Hongan-ji ,connu comme l’un des deux temples principaux du Otani-ha.

Le Otani-ha (Jōdo Shinshū Higashi Honganji) est un mouvement bouddhiste japonais de l'école du Jōdo Shinshū. L'université Otani à Kyoto appartient au Otani-ha et le quartier général du mouvement se trouve aussi à Kyoto. Le temple de résidence du Otani-ha est le Higashi Hongan-ji. Ce mouvement relève du bouddhisme shin. 